# コノン・ド・ベテュヌ
コノン・ド・ベテュヌ（Conon de Béthune, 1150年ごろ  旧アルトワ地方・現パ＝ド＝カレー - 1219年または1220年12月17日 コンスタンチノープルもしくはアドリアノープル）は、トルヴェールで十字軍の参加者。

## 生涯
ベテュヌの領主ロベール5世の10人目の息子として生まれる。父は、現在のパ＝ド＝カレーの修道院で代言者を務め、1191年にアッコの激戦地で戦死した人物である。コノンは祖母を通じてフランドル伯のエノー家と血縁関係にあった。1180年にフランス王フィリップ2世とイサベル・ド・エノーの婚礼に出席し、マリー・ド・シャンパーニュに自作歌曲の御前演奏を行なったらしい。
第3回十字軍に参加した後、兄弟のギヨームとともに、フランドル伯ボードゥアン9世の騎士と共に第4回十字軍に加わり、弁論家としても活躍した。雄弁と知恵と騎士道精神はジョフロワ・ド・ヴィルアルドゥアンによって称揚された。コンスタンティノポリスの攻略後に、ラテン帝国宮廷における重臣となり、ボードゥアンとボニファチオ・デル・モンフェラートとの和解やアドリアノープルの会戦に重要な役割を果たした。1219年に女帝ヨランドが崩御すると諸侯により帝国の摂政に選出されたが、その直後に自身も死去した。

## 詩
コノン・ド・ベテュヌの作品と言われる詩は14点が現存するに過ぎず、そのうち数点は偽作の疑いが拭えない。ベテュヌは親族でカンブレーの城主ユオン・ドワシーから教育を受け、詩作の手ほどきを受けた。ベテュヌの詩は歌えるように書かれており、10点が曲付けされている。詩の大半は宮廷の愛を扱っているが、そのうち2点は「十字軍の歌」であり、その内容は、詩人は愛する人からの間近の別れを悔やんでいるが、十字軍の「高貴なる使命｣を受け入れざるを得ないというものである。ベテュヌは時に皮肉や風刺的な調子を帯び、「十字軍の歌」のひとつにおいては、十字軍のための募金活動者による濫費に対して、激しい調子で毒づいている。

## 関連文献
- Hasenohr, Geneviève and Michel Zink, eds.  Dictionnaire des lettres françaises: Le Moyen Age.  Collection: La Pochothèque.  Paris: Fayard, 1964.

1. ^ コノン・ド・ベテュヌの名が初めて記録に現われるのは、1180年のことである。